# Coupe de Nestor (Mycènes)
Pour les articles homonymes, voir Coupe de Nestor.
La « coupe de Nestor » de Mycènes est une coupe en or, trouvée dans la tombe à fosse IV du cercle A des tombes de Mycènes, que l'archéologue Heinrich Schliemann a découverte en 1876 et identifiée comme étant la coupe de Nestor décrite dans l’Iliade :
« Nestor et Machaon [...] sautèrent du char sur la terre nourricière, et le serviteur du vieillard, Eurymédon, détela les chevaux. Et les deux rois, ayant séché leur sueur au vent de la mer, entrèrent sous la tente et prirent des sièges, et Hékamède à la belle chevelure leur prépara à boire. Nestor l’avait amenée de Ténédos qu’Achille venait de détruire : c’était la fille du magnanime Arsinoos, et les Achéens l’avaient donnée au Néléide parce qu’il les surpassait tous par sa prudence.
« Elle posa devant eux une belle table aux pieds de métal azuré et, sur cette table, un bassin d’airain poli avec des oignons pour exciter à boire, et du miel vierge, et de la farine sacrée ; puis une très belle coupe enrichie de clous d’or, que le vieillard avait apportée de ses demeures. Cette coupe avait quatre anses et deux fonds, et, sur chaque anse, deux colombes d’or semblaient manger. Tout autre l’eût soulevée avec peine quand elle était remplie, mais le vieux Nestor la soulevait facilement.
« La jeune femme, semblable aux déesses, prépara une boisson de vin de Pramnéios, et sur ce vin elle râpa, avec de l’airain, du fromage de chèvre, qu’elle aspergea de blanche farine. Après ces préparatifs, elle invita les deux rois à boire ; et ceux-ci, ayant bu et étanché la soif brûlante, charmèrent leur repos en parlant tour à tour.
— Iliade (XI, 632-641), Édition Lemaire, 1866, p. 207.
En réalité, la coupe trouvée à Mycènes diffère de la description d'Homère à plusieurs égards. La coupe de Mycènes est beaucoup plus petite ; elle a deux anses, tandis que la coupe homérique en a quatre ; la coupe d'Homère a deux colombes par anse, mais la coupe trouvée dans la fosse mycénienne n'a qu'un seul oiseau sur chaque anse, et au lieu des colombes décrites sur la coupe homérique, les oiseaux de la coupe de Mycènes sont des faucons,.
Cette coupe mycénienne est conservée au Musée national archéologique d'Athènes.

## Historique
En 1876, Heinrich Schliemann a fouillé les cercles des tombes de Mycènes et, dans plusieurs tombes à fosse, il a trouvé de riches dépôts de mobilier funéraire, dont de nombreux objets en or. La tombe à fosse IV a produit les découvertes les plus riches et parmi celles-ci, Schliemann a trouvé un vase en or qu'il a identifié comme la « coupe de Nestor » décrite dans l'Iliade (XI, 632-641). Schliemann pensait que les fosses remontaient à l'époque de la guerre de Troie, et a identifié la tombe à fosses V comme la tombe d'Agamemnon. Cependant, l'identification par Schliemann des fosses communes avec celles des héros homériques n'a pas été acceptée par de nombreux archéologues, même de son temps. Les tombes à fosse sont conventionnellement datées d'environ 1600-1500 av. J.-C., environ trois siècles avant la date de la guerre de Troie (si la guerre doit être considérée comme un événement historique). S'il en est ainsi, la « coupe de Nestor » de Mycènes aurait été enterrée des centaines d'années avant que Nestor n'en fasse utilisation à Troie.

## Description
La coupe de Nestor ou coupe aux colombes est un gobelet en or découvert en 1876 par Heinrich Schliemann dans la fosse IV du premier cercle royal (cercle  A). La coupe mesure 14,5 cm de haut et 14,5 cm de diamètre ; elle pèse 295,8 grammes. Elle comporte une tige (ou jambe), un corps de forme analogue à celle des gobelets de Vaphio et deux poignées (ou anses) soudées à la base (ou cuvette), dans le style d'un canthare. Chaque anse est ornée d'un oiseau en or, qui, selon Schliemann, rappelle la coupe de Nestor décrite dans l’Iliade. Les oiseaux ont depuis été identifiés par Spyrídon Marinátos comme des faucons, plutôt que comme les colombes décrites sur la coupe iliadique. Selon J.T. Hooker, la coupe pourrait être l'œuvre d'un artisan grec du continent d'après un modèle crétois.